# Franck Bonnamour
Franck Bonnamour (Lannion, 20 juni 1995) is een Frans voormalig  wielrenner. Zijn vader Yves was ook wielrenner, hij won onder meer de Route du Sud in 1990.

## Carrière
In 2015 werd Bonnamour tweede op het Frans beloftenkampioenschap op de weg door drie seconden na Hugo Hofstetter over de eindstreep te komen. Daarop werd de Fransman in 2016 beroepsrenner. Bonnamour viel vooral op tijdens zijn debuut in de Ronde van Frankrijk van 2021. Hij werd voor zijn aanvalslust beloond met de eindzege voor de prijs van de strijdlust. Hij leverde deze prestatie voor B&B Hotels p/b KTM. Na 2022 maakte Bonnamour de overstap naar het hoger aangeschreven AG2R-Citroën. Op 27 maart 2024 maakte deze formatie bekend dat het Bonnamour heeft ontslagen. Dit wegens door de UCI vastgestelde abnormale waarden in zijn biologisch paspoort. Het betreft wel het resultaat van controles van voor zijn overstap naar AG2R-Citroën. Bonnamour ontkent verboden middelen te hebben gebruikt.De UCI legde hem een voorlopige schorsing op.
Op 14 november 2024 besloot Bonnamour de juridische strijd tegen zijn dopingschorsing te staken en zette hij een punt achter zijn profcarrière.

## Overwinningen
2012
1e etappe Luik-La Gleize
Jongerenklassement Luik-La Gleize
2013
 Europees kampioen op de weg, Junioren
2017
Bergklassement Ronde van de Haut-Var
2021
 Prijs van de Strijdlust Ronde van Frankrijk
2022
Polynormande

## Resultaten in voornaamste wedstrijden
| Jaar | Ronde van Italië | Ronde van Frankrijk | Ronde van Spanje |
| ---- | ---------------- | ------------------- | ---------------- |
| 2016 |                  |                     |                  |
| 2017 |                  |                     |                  |
| 2018 |                  |                     |                  |
| 2019 |                  |                     |                  |
| 2020 |                  |                     |                  |
| 2021 |                  | 22e                 |                  |
| 2022 |                  | 66e                 |                  |
| 2023 |                  |                     |                  |

| Jaar | Parijs-Roubaix | Amstel Gold Race | Luik-Bast.‑Luik | Ronde van Lombardije | Waalse Pijl | Parijs-Tours |
| ---- | -------------- | ---------------- | --------------- | -------------------- | ----------- | ------------ |
| 2016 | opgave         |                  |                 |                      |             | 90e          |
| 2017 | 86e            |                  |                 |                      | 113e        | 126e         |
| 2018 |                |                  |                 | 95e                  | opgave      |              |
| 2019 | 88e            |                  |                 |                      |             | 36e          |
| 2020 |                |                  | 85e             |                      | 42e         |              |
| 2021 |                |                  |                 |                      |             | ↑            |
| 2022 |                | 41e              |                 |                      | opgave      | 63e          |
| 2023 |                |                  |                 |                      |             | 129e         |

## Ploegen
- 2014 –  Bretagne-Séché Environnement (stagiair vanaf 1 augustus)
- 2015 –  Bretagne-Séché Environnement (stagiair vanaf 1 augustus)
- 2016 –  Fortuneo-Vital Concept
- 2017 –  Fortuneo-Oscaro[4]
- 2018 –  Team Fortuneo-Samsic
- 2019 –  Arkéa-Samsic
- 2020 –  Arkéa-Samsic
- 2021 –  B&B Hotels p/b KTM
- 2022 –  B&B Hotels-KTM
- 2023 –  AG2R-Citroën
- 2024 –  Decathlon AG2R La Mondiale (tot 25 maart)

Bideau · Corbel · Delaplace · B. Feillu · R. Feillu · Fonseca · Gérard · Guillou · Jarrier · Koretzky · Laborie · Laengen · Le Montagner · Périchon · Sepúlveda · Vachon · Bonnamour (stagiair) · Journiaux (stagiair) · Ledanois (stagiair)
Bideau · Boulo · Brun · Cam · Delaplace · Fédrigo · B. Feillu · R. Feillu · Fonseca · Gérard · Guillou · Hivert · Hoetarovitsj · Jarrier · Laborie · Ledanois · McLay · Périchon · Sepúlveda · Vachon · Bonnamour (stagiair) · Godoy (stagiair) · Madouas (stagiair)
Bonnamour · Bouet · Corbel · Daniel · Delaplace · Feillu · Fonseca · Gérard · Gesbert · Hardy · Jarrier · Jeannesson · Ledanois · McLay · Mourey · Périchon · Pichon · Sepúlveda · Vachon · Vallée · Guernalec (stagiair) · Molly (stagiair) · Riou (stagiair)
Barguil · Bonnamour · Bouet · Carbel · Daniel · Delaplace · Feillu · Fonseca · Gérard · Gesbert · Hardy · Jarrier · Le Roux · Ledanois · Lunke · Maison · Moinard · Périchon · Pichon · Russo · Vachon · Welten
Barguil · Bonnamour · Bouet · Daniel · Delaplace · Feillu · Gesbert · Greipel · Guernalec · Hardy · Jarrier · Le Roux · Ledanois · Maison · Moinard · Pichon · Riou · Russo · Swift (vanaf 10 mei) · Vachon · Wagner · Welten · Doleatto (stagiair) · Jarnet (stagiair) · Lecamus-Lambert (stagiair)
Anacona · Barguil · Bonnamour · Boudat · Bouet · Bouhanni · Declercq · Delaplace · Gesbert · Grondin · Guernalec · Hardy · Jarrier · Le Roux · Ledanois · Louvel · McLay · Noppe · Owsian · Pichon · D. Quintana · N. Quintana · Riou · Rosa · Russo · Swift · Vachon · Welten · Lecamus-Lambert (stagiair) · Vauquelin (stagiair)
Barbier · Barthe · Boileau · Bonnamour · Chevalier · Debusschere · Ferasse · Gautier · Gougeard · Heidemann · Hivert · Jauregui · Koretzky · Lagrée · Laurance · Lecroq · Lemoine · Lietaer · Morice · Mozzato · Parisella · Rolland · Schönberger · Warlop · Dauphin (stagiair) · Mahoudo (stagiair) · Rouland (stagiair)
Baudin · Berthet · Bonnamour · Bouchard · Cherel · Cosnefroy · Dewulf · Gall · Gautherat · Godon · Hänninen · Labrosse (Vanaf 1/8) ·  Lapeira · L. Naesen · O. Naesen · O'Connor · A. Paret-Peintre · V. Paret-Peintre · Peters · Prodhomme · Raugel · Retailleau · Sarreau · Schär · Touzé · Tronchon · Van Avermaet · Vendrame · Venturini · Warbasse · Chaussinand (stagiair) · Veistroffer (stagiair) · Verschuren (stagiair)
Armirail · Baudin · Bennett · Berthet · Boasson Hagen · Bonnamour (tot 25/3) · Bouchard · Cosnefroy · De Bondt · De Pestel · Dewulf · Gall · Gautherat · Godon · Hänninen · Labrosse · Lafay ·  Lapeira · Naesen · O'Connor · A. Paret-Peintre · V. Paret-Peintre · Peters · Pollefliet · Prodhomme · Retailleau · Touzé · Tronchon · Vendrame · Warbasse